# Sportpaleis (Kiev)

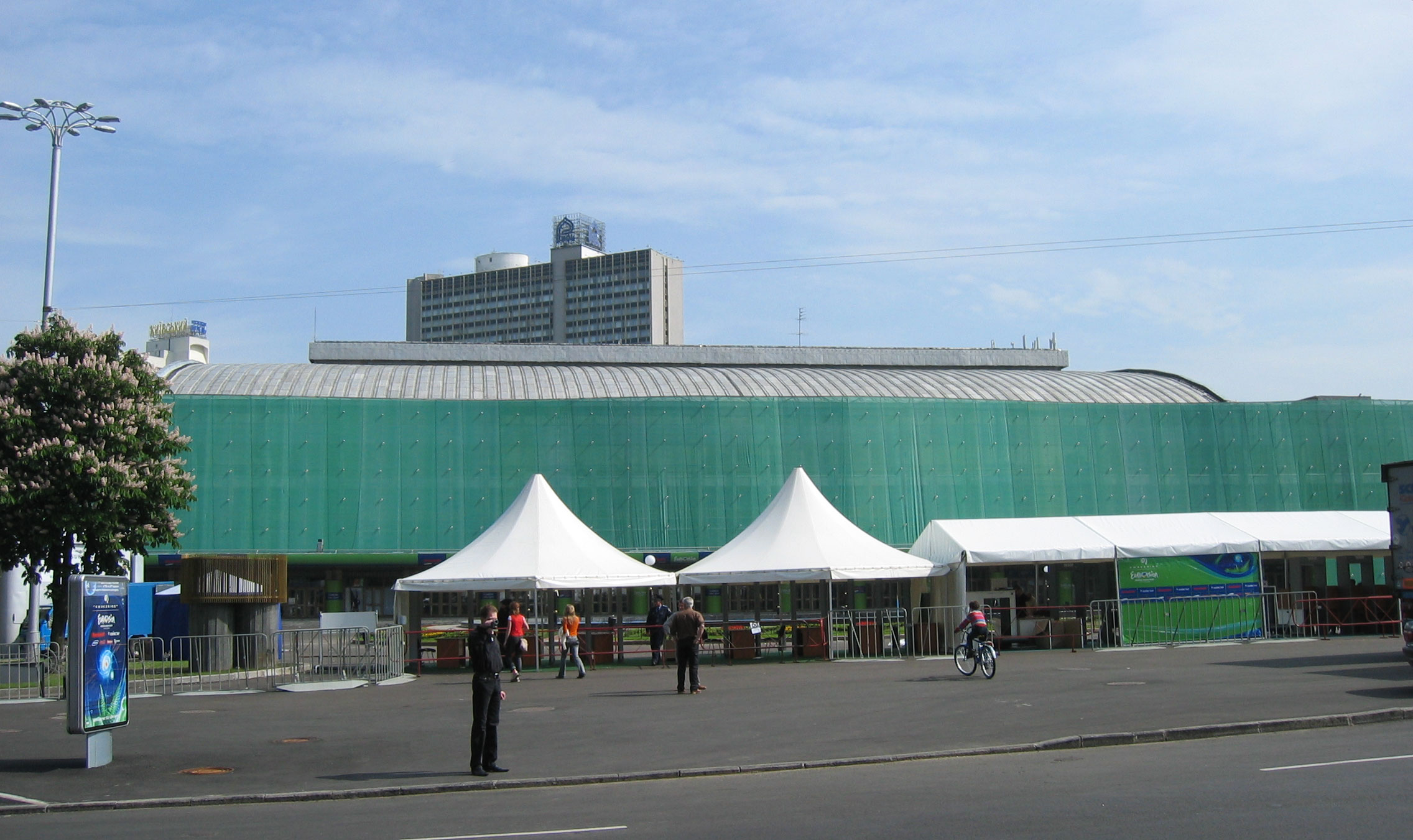
Het Sportpaleis tijdens het Eurovisiesongfestival 2005.

Het Sportpaleis van Kiev (Oekraïens: Київський Палац Спорту; Kijivskiji Palats Sportu) is een sport- en concertzaal in Kiev, de hoofdstad van Oekraïne. Het complex bevindt zich op de rechteroever van de Dnjepr, in het centrum van de stad. De zaal was gastzaal voor het Eurovisiesongfestival 2005 en het Junior Eurovisiesongfestival 2009. Het gebouw dateert uit 1960 en is in 2011 helemaal gerenoveerd. Mykhailo Hrechyna en Aleksei Zavarov waren de architecten van dit gebouw. Tijdens concerten is er plaats voor 10.000, tijdens sportwedstrijden voor 7.000 toeschouwers.